# Gran Premio di Monaco 2019
Il Gran Premio di Monaco 2019 è stata la sesta prova della stagione 2019 del campionato mondiale di Formula 1. La gara, tenutasi domenica 26 maggio 2019 sul circuito di Monte Carlo a Monaco, è stata vinta dal britannico Lewis Hamilton su Mercedes, al suo settantasettesimo successo nel mondiale. Hamilton ha preceduto all'arrivo il tedesco Sebastian Vettel su Ferrari ed il suo compagno di scuderia, il finlandese Valtteri Bottas.
L'olandese Max Verstappen su Red Bull Racing-Honda è penalizzato di cinque secondi sul tempo di gara per l’unsafe release nella corsia box con la quale ha ostacolato Valtteri Bottas; giunto secondo al traguardo scala in quarta posizione.

## Vigilia

### Sviluppi futuri
Viene annunciato il rientro nel calendario mondiale, a partire dalla stagione 2020, del Gran Premio d'Olanda, da correre sul tradizionale Circuito di Zandvoort. Questo circuito ha ospitato ben 30 edizioni di gran premi validi, quale prova del campionato mondiale, tra il 1952 e il 1985.

### Aspetti tecnici
Per questa gara la Pirelli, fornitrice unica degli pneumatici, porta l'opzione di gomme C3 (hard), C4 (medium) e C5 (soft), le più morbide mescole disponibili.
È prevista una sola zona in cui i piloti possono attivare il DRS, posta lungo il rettifilo dei box. Il detection point, ovvero il punto per la determinazione del distacco tra i piloti, necessario per consentire l'uso del dispositivo, è stabilito dopo la curva 16.
L'Alfa Romeo e la Haas passano all'utilizzo della power unit evoluta della Ferrari, già utilizzata dalla scuderia di Maranello da qualche gara.

### Aspetti sportivi
La Federazione Internazionale dell'Automobile indica l'ex pilota di Formula 1 Mika Salo come commissario aggiunto per la gara. Il finlandese ha già svolto in passato tale funzione, l'ultima al Gran Premio d'Azerbaigian.
Il presidente non esecutivo della Mercedes, il tre volte campione del mondo Niki Lauda, scompare il 20 maggio dopo una lunga degenza. Non solo la sua scuderia, ma tutto il mondo della Formula 1 ricorda in questa gara l'ex pilota austriaco.

## Prove

### Resoconto
Lewis Hamilton è il più rapido della prima sessione del giovedì. Il britannico ha preceduto di meno di un decimo Max Verstappen e Valtteri Bottas. Alle spalle dei primi tre si sono posizionate le due Ferrari e l'altro pilota della Red Bull Racing, Pierre Gasly. Il rilievo cronometrico è stato di poco inferiore a quello della corrispondente sessione del 2018: i piloti si sono infatti lamentati per il poco grip della pista, in larga parte riasfaltata.
Verstappen è stato anche protagonista di un lungo al Mirabeau, prima di essere spinto in pista dai commissari, a causa del malfunzionamento della retromarcia. Anche Robert Kubica è stato autore di un testacoda, al Casino, riuscendo però a non danneggiare la sua vettura in maniera grave. Nel corso della sessione la direzione di gara ha esposto la bandiera nera alle due Haas: il mancato funzionamento della telemetria non consentiva alla scuderia di comunicare coi piloti, che così è stata costretta a chiedere l'intervento della direzione di gara, per chiedere ai piloti di riprendere la via dei box, per la riparazione. Ha potuto compiere solo pochi giri Carlos Sainz Jr., per un problema alla batteria del sistema ibrido della power unit della sua monoposto.
Hamilton si è confermato anche nella sessione pomeridiana. In questo caso il campione del mondo ha preceduto il compagno di team Bottas, staccato di meno di un decimo. Il tempo di Hamilton è di soli tre decimi più alto del record della pista, ancora non sufficientemente gommata. Più staccati gli altri piloti, con Sebastian Vettel, terzo, a oltre 7 decimi dal tempo del primo. Il tedesco della Ferrari ha preceduto Pierre Gasly e Alexander Albon, mentre ha chiuso sesto Verstappen, limitato ai box per lungo tempo a causa di un danneggiamento alla parte inferiore della vettura, su cui è stato sostituito anche un radiatore dell'ERS.
Charles Leclerc è stato solo decimo. Il monegasco ha rovinato, con un errore in frenata, il suo tentativo veloce, con gomme più morbide.
Il monegasco si riprende per la sessione del sabato, in cui ottiene il miglior tempo, davanti alle due Mercedes e alle due Red Bull Racing. Leclerc è risultato particolarmente brillante nella parte centrale del tracciato, in cui ha ottenuto un parziale di tre decimi migliore di quello delle vetture anglo-tedesche.
L'altro pilota della Ferrari, Vettel, ha colpito invece le barriere alla staccata della Sainte-Dévote, dopo circa venti minuti dall'inizio della sessione. Nell'incidente si è rotta anche la sospensione anteriore sinistra. A seguito dell'accaduto la direzione di gara ha stabilito la virtual safety car: Leclerc è stato posto sotto indagine per non aver rispettato la velocità limitata, durante tale regime, ma non è stato punito dai commissari, che hanno considerato la sua velocità non pericolosa. Leclerc è stato comunque oggetto di una reprimenda.
Antonio Giovinazzi ha chiuso col sesto tempo, mentre l'altra Alfa Romeo di Kimi Räikkönen è salita fino al nono posto.

### Risultati
Nella prima sessione del giovedì si è avuta questa situazione:
| Pos | Nº | Pilota          | Costruttore           | Tempo    | Gap    | Giri |
| --- | -- | --------------- | --------------------- | -------- | ------ | ---- |
| 1   | 44 | Lewis Hamilton  | Mercedes              | 1'12"106 |        | 47   |
| 2   | 33 | Max Verstappen  | Red Bull Racing-Honda | 1'12"165 | +0"059 | 35   |
| 3   | 77 | Valtteri Bottas | Mercedes              | 1'12"178 | +0"072 | 43   |

Nella seconda sessione del giovedì si è avuta questa situazione:
| Pos | Nº | Pilota           | Costruttore | Tempo    | Gap    | Giri |
| --- | -- | ---------------- | ----------- | -------- | ------ | ---- |
| 1   | 44 | Lewis Hamilton   | Mercedes    | 1'11"118 |        | 41   |
| 2   | 77 | Valtteri Bottas  | Mercedes    | 1'11"199 | +0"081 | 48   |
| 3   | 5  | Sebastian Vettel | Ferrari     | 1'11"881 | +0"763 | 42   |

Nella sessione del sabato mattina si è avuta questa situazione:
| Pos | Nº | Pilota          | Costruttore | Tempo    | Gap    | Giri |
| --- | -- | --------------- | ----------- | -------- | ------ | ---- |
| 1   | 16 | Charles Leclerc | Ferrari     | 1'11"265 |        | 26   |
| 2   | 77 | Valtteri Bottas | Mercedes    | 1'11"318 | +0"053 | 27   |
| 3   | 44 | Lewis Hamilton  | Mercedes    | 1'11"478 | +0"213 | 27   |

## Qualifiche

### Resoconto
All'inizio delle qualifiche Sebastian Vettel prende il comando della graduatoria, prima di essere battuto da Max Verstappen. L'altra Red Bull, quella di Pierre Gasly, è seconda, prima di essere preceduta da Daniil Kvjat. Charles Leclerc sale poi al terzo posto. Antonio Giovinazzi è posto sotto indagine, per aver ostacolato Nico Hülkenberg, mentre Lewis Hamilton scala in testa alla classifica dei tempi.
Verstappen si migliora (1'11"597) così come Kevin Magnussen che rimonta a due decimi, così come Gasly, con le due Mercedes non molto lontane. Poco dopo Bottas abbassa il limite in 1'11"562, 35 millesimi davanti a Verstappen e 87 meglio di Hamilton. Vettel è solo decimo, a sette decimi da Bottas e con soli sette decimi di margine dall'eliminazione. I tempi migliorano, tanto che il tedesco si ritrova nella zona dei non qualificati. Solo all'ultimo tentativo Vettel fa segnare il miglior tempo, mentre risulta eliminato Leclerc che non è stato rimandato in pista nei minuti finali della sessione. Oltre al monegasco non passano in Q2 anche le due Racing Point e le due Williams.
Nella seconda fase Bottas fa segnare subito il nuovo record del tracciato (1'10"701); il finlandese precede Hamilton, staccato di quattro decimi, mentre Gasly è ad un secondo, così come Vettel. Verstappen e Kvjat salgono al terzo e quarto posto. Carlos Sainz Jr. prende la quinta piazza, davanti a Ricciardo, Gasly e Hülkenberg. Sebastian Vettel risale quarto, prima che Verstappen limi ancora il record della pista, con 1'10"618. Kvjat si conferma quinto, non migliorandosi, mentre il compagno della Toro Rosso Albon coglie il sesto tempo. Poco dopo Magnussen si pone quinto. Gli eliminati nella Q2 sono Hülkenberg, Norris, Grosjean e le due Alfa Romeo.
Valtteri Bottas abbassa ancora, in Q3, il record del tracciato, con 1'10"252. Dopo il primo tentativo Vettel chiude con 1'10"947, lasciando a due decimi Pierre Gasly. L'altro pilota Red Bull, Verstappen, ferma i cronometri sull'1'10"641, con il terzo settore il più veloce in assoluto. Hamilton effettua un errore alla chicane, ed è costretto ad un nuovo giro veloce. Il campione del mondo chiude con 1'10"483, due decimi più lento di Bottas.
Nell'ultimo tentativo Vettel sfiora le barriere alle Piscine, non migliorando i suoi tempi, così come Verstappen. Chi migliora è Hamilton, che ottiene la sua ottantacinquesima pole position, la seconda a Monaco. La prima fila è monopolizzata dalla Mercedes, per la sessantaduesima volta nel mondiale, eguagliando il record di McLaren, Williams e Ferrari. In seconda fila si classificano Verstappen e Vettel.
Al termine delle qualifiche Pierre Gasly e Antonio Giovinazzi sono penalizzati di tre posizioni in griglia di partenza e di un punto sulla Superlicenza, per aver ostacolato rispettivamente Romain Grosjean e Nico Hülkenberg, nel corso delle qualifiche.

### Risultati
Nella sessione di qualifica si è avuta questa situazione:
| Pos                         | Nº | Pilota             | Costruttore               | Q1       | Q2       | Q3       | Griglia |
| --------------------------- | -- | ------------------ | ------------------------- | -------- | -------- | -------- | ------- |
| 1                           | 44 | Lewis Hamilton     | Mercedes                  | 1'11"542 | 1'10"835 | 1'10"166 | 1       |
| 2                           | 77 | Valtteri Bottas    | Mercedes                  | 1'11"562 | 1'10"701 | 1'10"252 | 2       |
| 3                           | 33 | Max Verstappen     | Red Bull Racing-Honda     | 1'11"590 | 1'10"618 | 1'10"641 | 3       |
| 4                           | 5  | Sebastian Vettel   | Ferrari                   | 1'11"434 | 1'11"227 | 1'10"947 | 4       |
| 5                           | 10 | Pierre Gasly       | Red Bull Racing-Honda     | 1'11"740 | 1'11"457 | 1'11"041 | 8       |
| 6                           | 20 | Kevin Magnussen    | Haas-Ferrari              | 1'11"865 | 1'11"363 | 1'11"109 | 5       |
| 7                           | 3  | Daniel Ricciardo   | Renault                   | 1'11"767 | 1'11"543 | 1'11"218 | 6       |
| 8                           | 26 | Daniil Kvjat       | Scuderia Toro Rosso-Honda | 1'11"602 | 1'11"412 | 1'11"271 | 7       |
| 9                           | 55 | Carlos Sainz Jr.   | McLaren-Renault           | 1'11"872 | 1'11"608 | 1'11"417 | 9       |
| 10                          | 23 | Alexander Albon    | Scuderia Toro Rosso-Honda | 1'12"007 | 1'11"429 | 1'11"653 | 10      |
| 11                          | 27 | Nico Hülkenberg    | Renault                   | 1'12"097 | 1'11"670 | N.D.     | 11      |
| 12                          | 4  | Lando Norris       | McLaren-Renault           | 1'11"845 | 1'11"724 | N.D.     | 12      |
| 13                          | 8  | Romain Grosjean    | Haas F1 Team-Ferrari      | 1'11"837 | 1'12"027 | N.D.     | 13      |
| 14                          | 7  | Kimi Räikkönen     | Alfa Romeo Racing-Ferrari | 1'11"993 | 1'12"115 | N.D.     | 14      |
| 15                          | 99 | Antonio Giovinazzi | Alfa Romeo Racing-Ferrari | 1'11"976 | 1'12"185 | N.D.     | 18      |
| 16                          | 16 | Charles Leclerc    | Ferrari                   | 1'12"149 | N.D.     | N.D.     | 15      |
| 17                          | 11 | Sergio Pérez       | Racing Point-BWT Mercedes | 1'12"233 | N.D.     | N.D.     | 16      |
| 18                          | 18 | Lance Stroll       | Racing Point-BWT Mercedes | 1'12"846 | N.D.     | N.D.     | 17      |
| 19                          | 63 | George Russell     | Williams-Mercedes         | 1'13"477 | N.D.     | N.D.     | 19      |
| 20                          | 88 | Robert Kubica      | Williams-Mercedes         | 1'13"751 | N.D.     | N.D.     | 20      |
| Tempo limite 107%: 1'16"434 |    |                    |                           |          |          |          |         |

In grassetto sono indicate le migliori prestazioni in Q1, Q2 e Q3.

## Gara

### Resoconto
Prima della gara viene osservato un minuto di silenzio per la scomparsa dell'ex pilota austriaco Niki Lauda, vincitore di tre titoli mondiali.
Il via è regolare, con Lewis Hamilton che mantiene il comando della gara, mentre Valtteri Bottas resiste all'attacco di Max Verstappen; seguono poi Sebastian Vettel, Daniel Ricciardo, Kevin Magnussen, Pierre Gasly, Carlos Sainz Jr. e le due Toro Rosso. I primi quattro riescono subito a creare un certo margine rispetto al resto del plotone.
Partito dalle retrovie, Charles Leclerc passa prima, al tornantino, Lando Norris, poi al settimo giro, alla Rascasse anche Romain Grosjean. Due giri dopo il monegasco cerca di effettuare la stessa manovra su Nico Hülkenberg, ma le due vetture si toccano. Il ferrarista si gira e perde due posizioni; successivamente tocca le barriere e buca la gomma posteriore destra, ed è costretto ad un cambio gomme. Anche il tedesco della Renault è costretto ad una sosta ai box, mentre la direzione di gara decide di inviare in pista la safety car, per consentire la pulizia della pista dai detriti lasciati dal pneumatico di Leclerc.
Sfruttano la pausa i primi quattro della graduatoria; all'uscita dai box Verstappen sembra poter sopravanzare Bottas: le due vetture vengono a contatto, col finlandese che è costretto a fermarsi anche nel giro successivo, per montare un nuovo treno di gomme. Il vantaggio sugli altri piloti è tale che il finnico rimane quarto. La classifica vede sempre al comando Hamilton, che ha optato per gomme medie, davanti a Verstappen, Vettel e Bottas (tutti e tre con gomme di tipo hard). Seguono Gasly, Sainz Jr., Kvjat, Albon e Grosjean.
Dopo il rientro della vettura di sicurezza riprende la gara. Al giro 15 c'è un contatto tra Robert Kubica e Antonio Giovinazzi, alla Rascasse. Poco dopo si ritira Leclerc, col fondo della vettura troppo danneggiato.
La direzione di gara decide di penalizzare di 5 secondi Max Verstappen per essere stato rimandato in pista non in condizioni di sicurezza dopo un pit stop, con conseguente contatto avvenuto con Bottas nella pit lane. Dopo la sosta Hamilton non riesce a creare un vero margine sull'olandese della Red Bull Racing, staccato di pochi decimi. Al giro 30 si ferma anche Carlos Sainz Jr., che scala in ottava posizione. Un giro dopo è il turno per Daniil Kvjat. Al trentottesimo giro Lance Stroll, undicesimo, va lungo al Loews: cerca di approfittarne Kimi Räikkönen, che però non trova lo spazio sufficiente.
Due giri dopo il canadese della Racing Point effettua il suo pit stop, così come Alexander Albon. Scala quinto Grosjean, che monta ancora le gomme soft che aveva alla partenza. Al quarantaseiesimo giro si ferma Kimi Räikkönen, che ha creato alle sue spalle un trenino di diverse monoposto. Quattro giri dopo c'è la sosta per Grosjean.
Nella parte finale di gara Verstappen sembra poter mettere pressione su Hamilton, che si lamenta per la precarietà dei suoi pneumatici. Al giro 62 Pierre Gasly effettua la seconda sosta, per montare gomme soft, e cercare così di ottenere il punto bonus per il giro veloce, avendo un largo margine sul sesto posto.
Verstappen cerca, in un paio di occasioni, l'attacco al tornantino, che però viene ben chiuso da Hamilton. Al giro 75 l'olandese rompe gli indugi e attacca il campione del mondo, all'uscita del tunnel. La sua monoposto tocca quella del britannico, che però resiste in testa, e conquista la sua settantasettesima vittoria e il centoquarantesimo podio. Max Verstappen, secondo al traguardo, è penalizzato di 5 secondi, e scala perciò quarto, alle spalle di Sebastian Vettel e Valtteri Bottas. Si spezza così la striscia di 5 doppiette consecutive per la Mercedes. All'arrivo i tre piloti sul podio indossano un cappellino rosso, in onore di Niki Lauda.

### Risultati
I risultati del Gran Premio sono i seguenti:
| Pos | Nº | Pilota             | Costruttore               | Giri | Tempo/Ritiro      | Griglia | Punti |
| --- | -- | ------------------ | ------------------------- | ---- | ----------------- | ------- | ----- |
| 1   | 44 | Lewis Hamilton     | Mercedes                  | 78   | 1h43'28"437       | 1       | 25    |
| 2   | 5  | Sebastian Vettel   | Ferrari                   | 78   | +2"602            | 4       | 18    |
| 3   | 77 | Valtteri Bottas    | Mercedes                  | 78   | +3"162            | 2       | 15    |
| 4   | 33 | Max Verstappen     | Red Bull Racing-Honda     | 78   | +5"537            | 3       | 12    |
| 5   | 10 | Pierre Gasly       | Red Bull Racing-Honda     | 78   | +9"946            | 8       | 11    |
| 6   | 55 | Carlos Sainz Jr.   | McLaren-Renault           | 78   | +53"454           | 9       | 8     |
| 7   | 26 | Daniil Kvjat       | Scuderia Toro Rosso-Honda | 78   | +54"574           | 7       | 6     |
| 8   | 23 | Alexander Albon    | Scuderia Toro Rosso-Honda | 78   | +55"200           | 10      | 4     |
| 9   | 3  | Daniel Ricciardo   | Renault                   | 78   | +1'00"894         | 6       | 2     |
| 10  | 8  | Romain Grosjean    | Haas-Ferrari              | 78   | +1'01"034         | 13      | 1     |
| 11  | 4  | Lando Norris       | McLaren-Renault           | 78   | +1'06"801         | 12      |       |
| 12  | 11 | Sergio Pérez       | Racing Point-BWT Mercedes | 77   | +1 giro           | 16      |       |
| 13  | 27 | Nico Hülkenberg    | Renault                   | 77   | +1 giro           | 11      |       |
| 14  | 20 | Kevin Magnussen    | Haas-Ferrari              | 77   | +1 giro           | 5       |       |
| 15  | 63 | George Russell     | Williams-Mercedes         | 77   | +1 giro           | 19      |       |
| 16  | 18 | Lance Stroll       | Racing Point-BWT Mercedes | 77   | +1 giro           | 17      |       |
| 17  | 7  | Kimi Räikkönen     | Alfa Romeo Racing-Ferrari | 77   | +1 giro           | 14      |       |
| 18  | 88 | Robert Kubica      | Williams-Mercedes         | 77   | +1 giro           | 20      |       |
| 19  | 99 | Antonio Giovinazzi | Alfa Romeo Racing-Ferrari | 76   | +2 giri           | 18      |       |
| Rit | 16 | Charles Leclerc    | Ferrari                   | 16   | Danni da foratura | 15      |       |

Pierre Gasly riceve un punto addizionale per aver segnato il giro più veloce della gara.

## Classifiche mondiali

### Piloti
| Pos | Pilota           | Punti |
| --- | ---------------- | ----- |
| 1   | Lewis Hamilton   | 137   |
| 2   | Valtteri Bottas  | 120   |
| 3   | Sebastian Vettel | 82    |
| 4   | Max Verstappen   | 78    |
| 5   | Charles Leclerc  | 57    |
| 6   | Pierre Gasly     | 32    |
| 7   | Carlos Sainz Jr. | 18    |
| 8   | Kevin Magnussen  | 14    |
| 9   | Sergio Pérez     | 13    |
| 10  | Kimi Räikkönen   | 13    |
| 11  | Lando Norris     | 12    |
| 12  | Daniil Kvjat     | 9     |
| 13  | Daniel Ricciardo | 8     |
| 14  | Alexander Albon  | 7     |
| 15  | Nico Hülkenberg  | 6     |
| 16  | Lance Stroll     | 4     |
| 17  | Romain Grosjean  | 2     |

### Costruttori
| Pos | Costruttore               | Punti |
| --- | ------------------------- | ----- |
| 1   | Mercedes                  | 257   |
| 2   | Ferrari                   | 139   |
| 3   | Red Bull Racing-Honda     | 110   |
| 4   | McLaren-Renault           | 30    |
| 5   | Racing Point-BWT Mercedes | 17    |
| 6   | Haas-Ferrari              | 16    |
| 7   | Scuderia Toro Rosso-Honda | 16    |
| 8   | Renault                   | 14    |
| 9   | Alfa Romeo Racing-Ferrari | 13    |

## Decisioni della FIA
Al termine della gara, Kevin Magnussen è penalizzato di cinque secondi sul tempo di gara e di un punto sulla Superlicenza, per aver tagliato una curva e tratto del vantaggio. Giunto dodicesimo all'arrivo scala in quattordicesima posizione.
Antonio Giovinazzi, oltre alla penalità di dieci secondi comminatagli in gara, subisce la decurtazione di due punti sulla Superlicenza per la collisione con Robert Kubica.
Non vengono invece presi provvedimenti per il contatto avvenuto tra Max Verstappen e Lewis Hamilton durante il terz'ultimo giro.